# Plumatella emarginata
Espèce
Plumatella emarginata est l’une des 94  espèce de bryozoaire d'eau douce (74 espèces de phylactolaemates et  20 gymnolaemates selon les données revues par JA Massard & G Geimer en 2008) au sein de la famille des Plumatellidae.
Cette espèce a été décrite en 1844 par le zoologiste australien Francis George Allman Barnard (1857-1932).

L’espèce ne peut pas être identifiée facilement. Les critères d’identifications sont la taille, la forme et les motifs de ses propagules (statoblastes).

## Dénomination
- Son nom de genre (Plumatella) provient du fait que, vu de près, ses polypes donnent à une colonie dense un aspect « plumeux » ;
- Son nom d'espèce est « emarginata»

## Identification  taxonomiques
L’espèce ne peut être identifiée facilement.
Les critères d’identifications sont a taille et forme des flottoblastes (statoblastes à anneau flottant) qui doivent être observés au microscope optique ou au microscope électronique.

## Biologie
Il s'agit d'un organisme filtreur qui se nourrit en prélevant dans le courant de minuscules particules alimentaires (plancton, microdébris...). Il est capable de croissance rapide, au point d'obstruer des conduites d'eau en étant alors sources de mauvaises odeur. Cette espèce semble souvent en Inde associé à des diverses espèces de plantes et notamment aux characées (Chara spp).
Diverses espèces de bactéries et algues peuvent croître sur son zoarium, le bryozoaire devenant alors aussi un hôte pour divers invertébrés aquatiques.
il a été noté par Callaghan & Karlson en 2002 que cette espèce, de manière surprenante est capable d'entrer en dormance en été alors que le moment est a priori propice pour une expansion de la colonie. Cette capacité pourrait en fait être un trait biologique sélectionné par l'évolution car utile dans certaines circonstances (pression de prédation plus élevée en été, par exemple en présence de l'écrevisse Orconectes limosus qui peut en été se nourrir sur les colonies vivantes de P. emarginata).
La « germination » peut être chez cette espèces asychrone et densité-dépendante.

## Génétique
Malgré des distinctions morphologiques bien documentées, de nombreux auteurs ont pensé que Plumatella emarginata n'était qu'une variété de P. repens.
Des études électrophorétiques ont confirmé que ces deux espèces étaient bien différentes et séparées. Les auteurs ont noté à cette occasion « un niveau étonnamment élevé de différenciation génétique ».

### Guide ou clés de détermination
- Mundy - Clé de détermination des bryozoaires anglais et européens
- Wood II - Nouvelle clé de détermination des bryozoaires anglais, irlandais et d'Europe continentale (A new key to the freshwater bryozoans of Britain, Ireland and Continental Europe)
- Massard, J. A., & Geimer, G. (2008). Global diversity of bryozoans (Bryozoa or Ectoprocta) in freshwater: an update ; Bulletin de la Société des naturalistes luxembourgeois, 109, 139-148